# Andrej Kovaljov

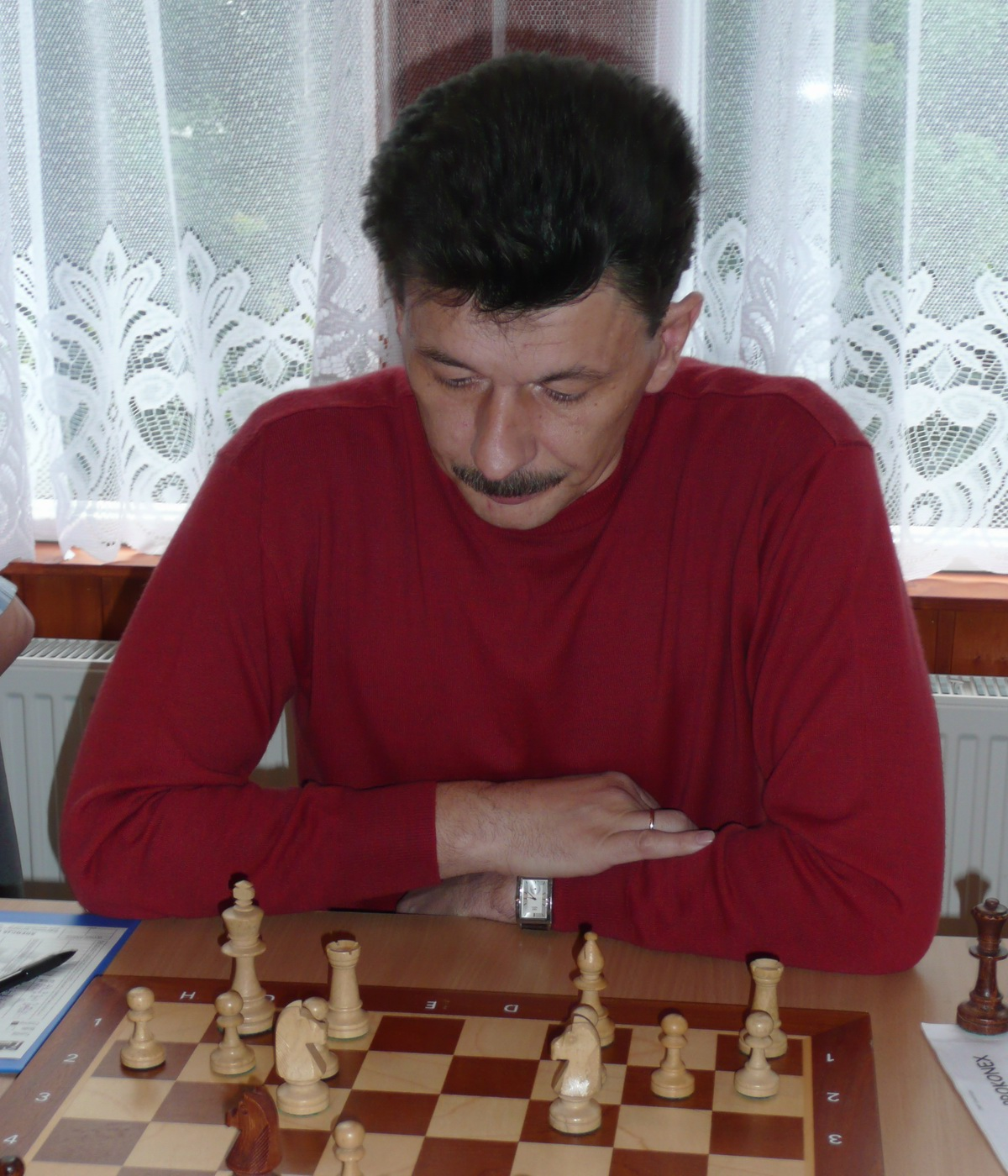
Andrej Kovaljov, 2008

Andrej Vasilevitsj Kovaljov (Wit-Russisch: Андрэй Васільевіч Кавалёў), ook bekend onder zijn Russische naam Andrei Vasiljevitsj Kovaljev (Russisch: Андрей Васильевич Ковалёв) (Vitebsk, 7 november 1961) is een Wit-Russische schaker met rating 2518 in 2018. Hij is sinds 1992 een grootmeester (GM). In 2000 was hij kampioen van Wit-Rusland.
In 1994, 2000, 2002 en 2004 nam hij deel aan de Schaakolympiade.
Van 22 t/m 30 juli 2005 speelde hij mee in het Czech open dat in Pardubice verspeeld werd en eindigde daar ongedeeld op de eerste plaats met 7.5 pt. uit 9.
In 2014 won hij het open toernooi "Chemnitzer Turm" in Chemnitz.
Van 24 juli t/m 1 augustus 2015 nam hij deel aan het Open grootmeestertoernooi in Pardubice (Tsjechië) en eindigde met 7 pt. uit 9 op een gedeelde eerste plaats.

## Externe koppelingen
- (en)   Informatie over schaakpartijen van Andrej Kovaljov op ChessGames.com
- (en)   Informatie over schaakpartijen van Andrej Kovaljov op 365chess.com
- (en)  FIDE-ratinggegevens voor Andrej Kovaljov

## Bron
- Kovalev Andrei Vasilievich (07.11.1961), www.thechesspedia.com